# Luna Park (marque)
Pour les articles homonymes, voir Luna Park.

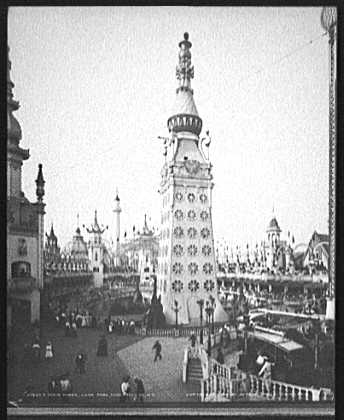
La tour du Luna Park de Coney Island, vers 1905.

Luna Park est le nom porté par des dizaines de parcs d'attractions, en cours d'exploitation ou disparus, qui ont été ouverts sur tous les continents (sauf l'Antarctique), depuis 1903.

## Histoire
Le premier parc d'attractions à porter la marque Luna Park est le second parc d'attractions majeur de Coney Island, après Steeplechase Park. Il fut conçu par Charles I. D. Looff et ouvrit en 1903. Par la suite, Looff conçut également le Luna Park de Seattle, qui ouvrit ses portes en 1907. 
Ces parcs, et les dizaines qui suivirent, doivent leur nom au vaisseau spatial de l'attraction « A Trip to the Moon (en) » de l'Exposition Pan-américaine
En 1905, Frederick Ingersoll s'était déjà fait connaître pour son travail de conception et de construction de montagnes russes lorsqu'il ouvrit les Luna Parks de Pittsburgh (en) et de Cleveland : les deux premiers parcs d'attractions à être couverts de stands lumineux (67 000 ampoules électriques à Pittsburgh, 50 000 à Cleveland). Au total, il ouvrit 44 Luna Parks à travers le monde, créant la première chaîne de parcs d'attractions.
Malgré la mort de Ingersoll en 1927 et la fermeture de la plupart des Luna Parks, la popularité de la marque est restée, avec l'ouverture régulière de nouveaux parcs portant ce nom. Ainsi, le mot « lunapark » signifie désormais « parc d'attractions » dans plusieurs langues : bulgare, croate, néerlandais, allemand, grec, hébreux, italien, macédonien, polonais, russe et turc.

## Liste des Luna Parks
Luna Park est le nom de nombreux parcs d'attractions, de celui du parc original de Coney Island puis de plus de 40 Luna Parks conçus et construits par Frederick Ingersoll et même de parcs qui reçurent ce nom après sa mort en 1927. 
Durant une courte période, Ingersoll rebaptisa ses parcs Ingersoll's Luna Park pour les distinguer de ceux qui n'étaient pas liés à ses créations.

### En Afrique
| Nom                       | Lieu               | En activité    | Notes |
| ------------------------- | ------------------ | -------------- | --- |
| Luna Park (Le Caire) (en) | Héliopolis, Égypte | De 1911 à 1915 | Premier parc d'Afrique. Le 19 janvier 1915, les immeubles et les terrains furent transformés en hôpital auxiliaire australien pendant la Première Guerre mondiale ; l'hôpital fut fermé le 10 juillet 1916 |
| Luna Park (Obala)         | Obala, Cameroun    | 1970 à 2000    | |

### En Asie

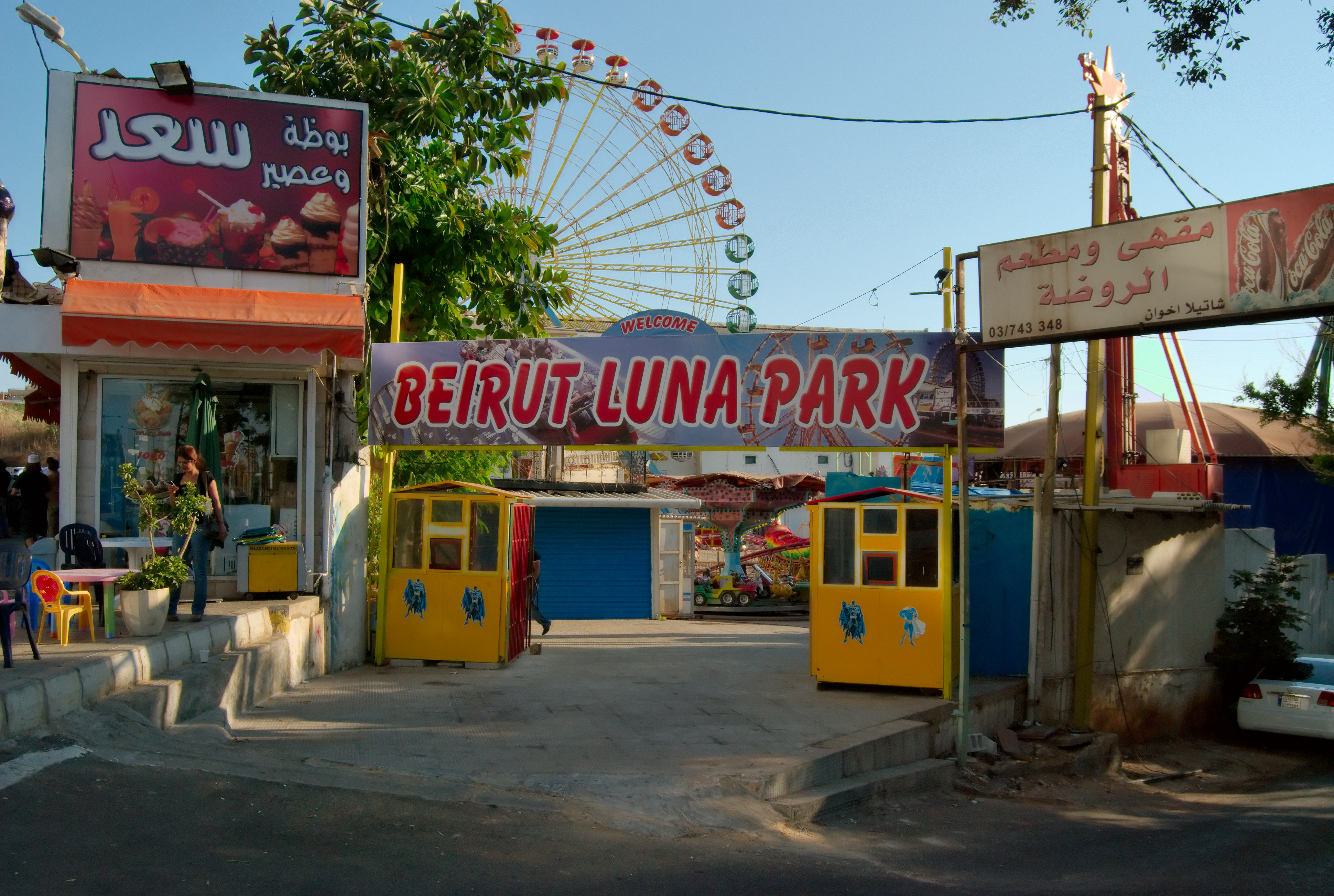
Luna Park de Beyrouth

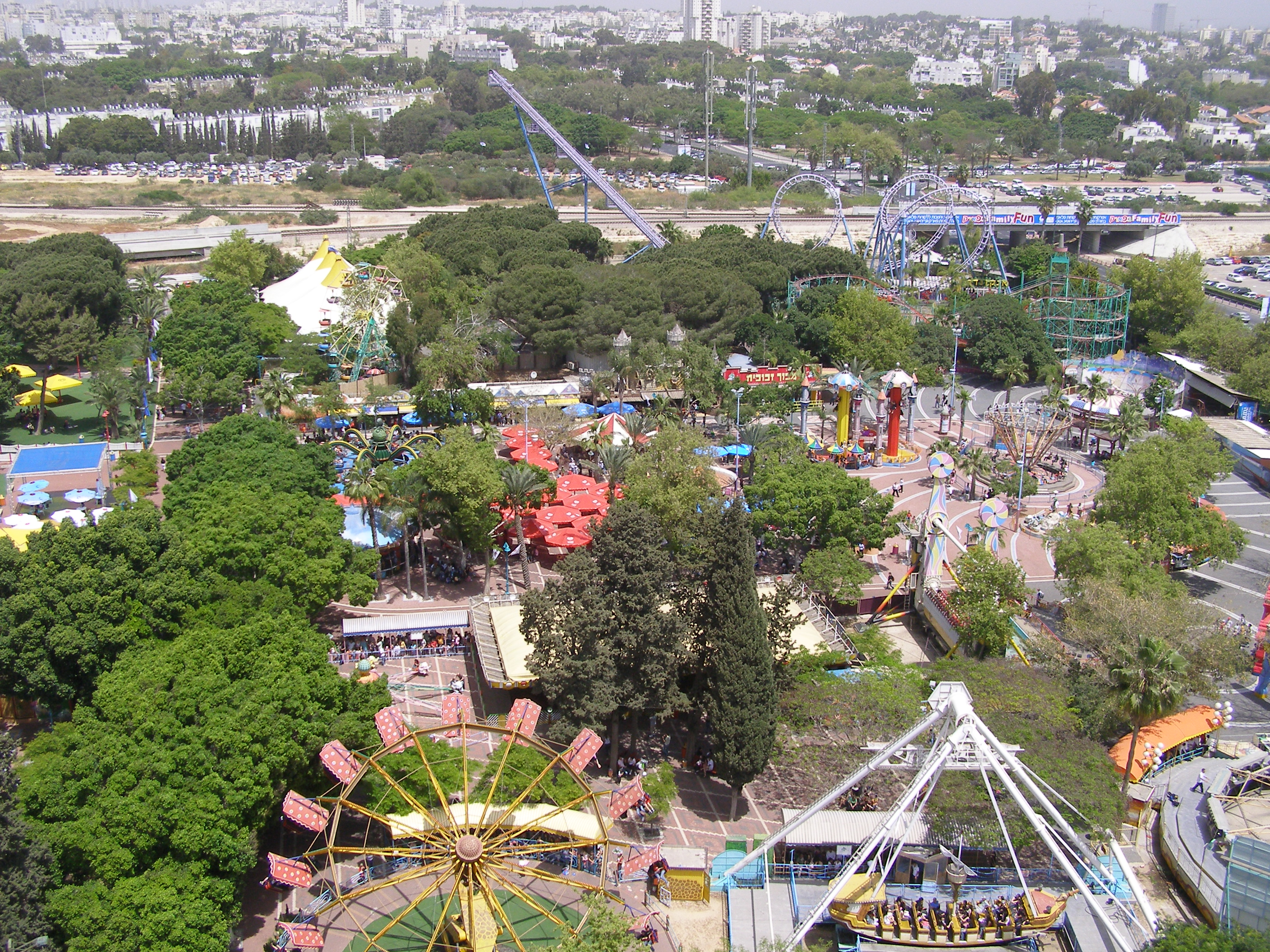
Luna Park de Tel Aviv, actuellement en activité

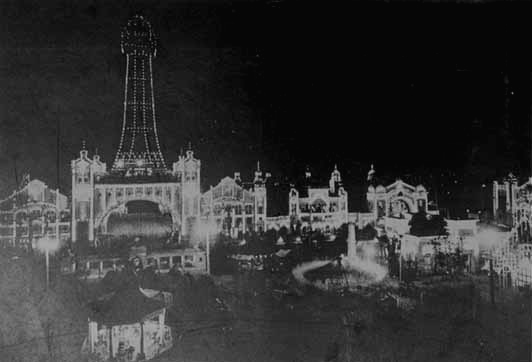
Photographie de nuit de la Tour Tsutentaku veillant sur le Luna Park d'Osaka en 1912.

| Nom                      | Lieu                        | En activité            | Notes |
| ------------------------ | --------------------------- | ---------------------- | --- |
| Luna Park (Abha)         | Arabie Saoudite             | ? à maintenant         | Fait partie du complexe de l'Abha Palace |
| Alanya Lunapark          | Près d'Alanya, Turquie      | ? à maintenant         | |
| Luna Park (Bakou)        | Bakou, Azerbaïdjan          | De 2000 à maintenant   | |
| Luna Park (Beyrouth)     | Beyrouth, Liban             | ? à maintenant         | |
| Luna Park (Bombay)       | Bombay, Inde                |                        | Conçu et construit par Ingersoll |
| Bostanci Luna Park       | Bostancı (tr), Turquie      | ? à maintenant         | |
| Eski Luna Park           | Près de Balıkesir, Turquie  | ? à maintenant         | |
| Girne Lunapark           | Près d'İzmir, Turquie       | ? à maintenant         | |
| Luna Grand Park          | Haïfa, Israël               | De 2002 à maintenant   | Fermé cinq mois après son ouverture à cause d'une fréquentation trop faible provoquée par un boycott religieux puis réouverture après des négociations avec la communauté religieuse locale. |
| Luna Park (Hong Kong)    | North Point (en), Hong Kong | De 1949 à 1954         | Parc d'attractions, salle de cinéma et boîte de nuit |
| Lunapark (Mersin)        | Mersin, Turquie             | ? à maintenant         | |
| Luna Park (Nazilli)      | Nazilli, Turquie            | ? à maintenant         | |
| Luna Park (Osaka) (en)   | Osaka, Japon                | De 1919 à 1923         | Aussi connu sous le nom de Luna Park de Shinsekai |
| Luna Park (Sincan)       | Sincan, Turquie             | ? à maintenant         | |
| Luna Park (Téhéran) (en) | Téhéran, Iran               | Des années 1970 à 1980 | Rouvert en 1988 sous le nom de Shahr-e Bazi (en); fermé en 2007 pour faire place à une nouvelle autoroute                                                                                    |
| Luna Park (Tel Aviv),    | Tel Aviv-Jaffa, Israël      | De 1970 à maintenant   | |
| Luna Park (Tokyo)        | Tokyo, Japon                | De 1910 à 1911         | Ravagé par un incendie en 1911, |
| Luna Park (Erevan)       | Erevan, Arménie             | ? à maintenant         | |

### En Europe

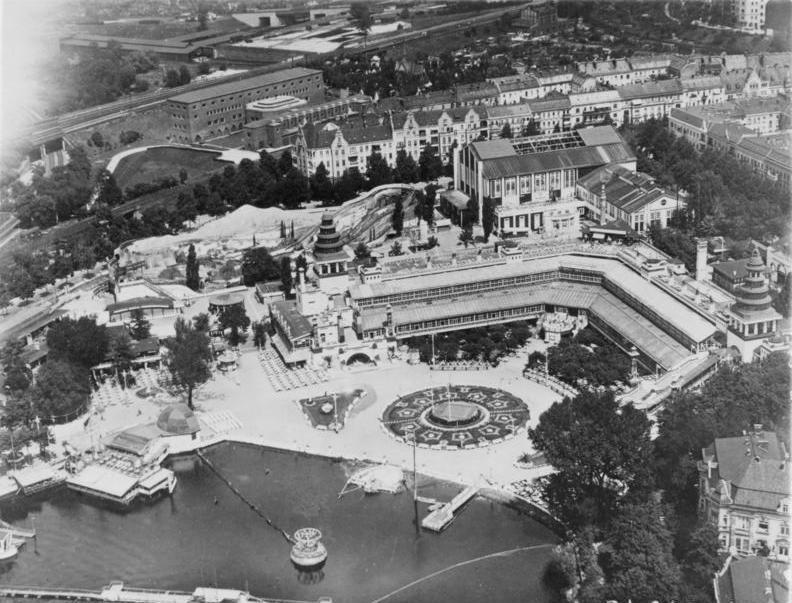
Vue aérienne de Luna Park (Berlin) en 1935.

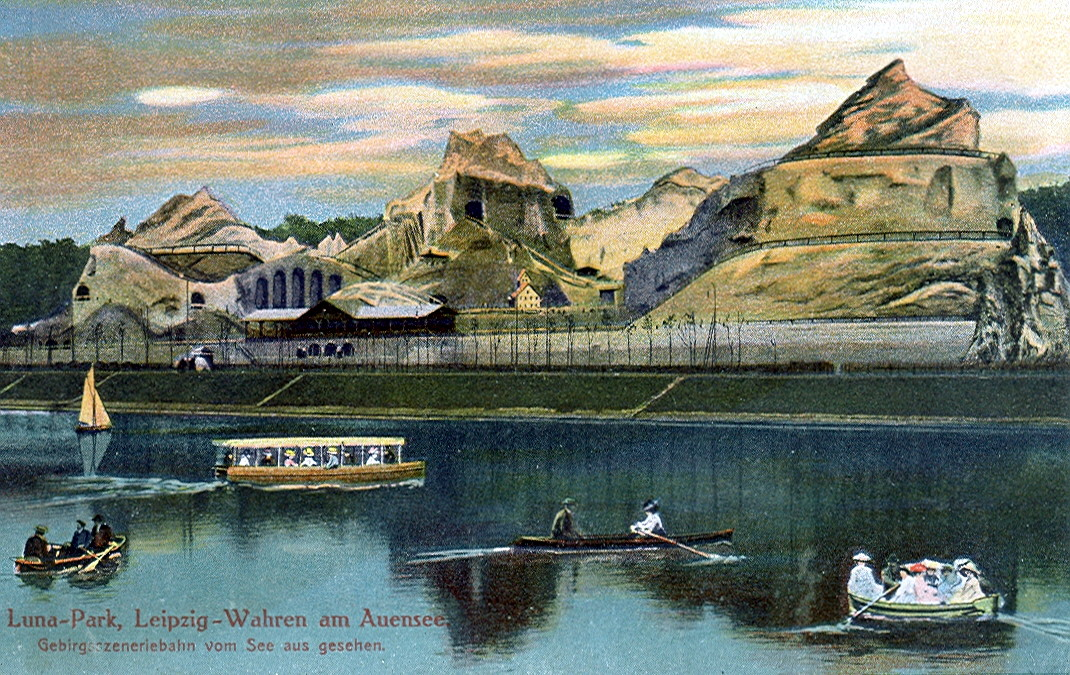
Carte postale montrant les montagnes russe de Luna Park (Leipzig).

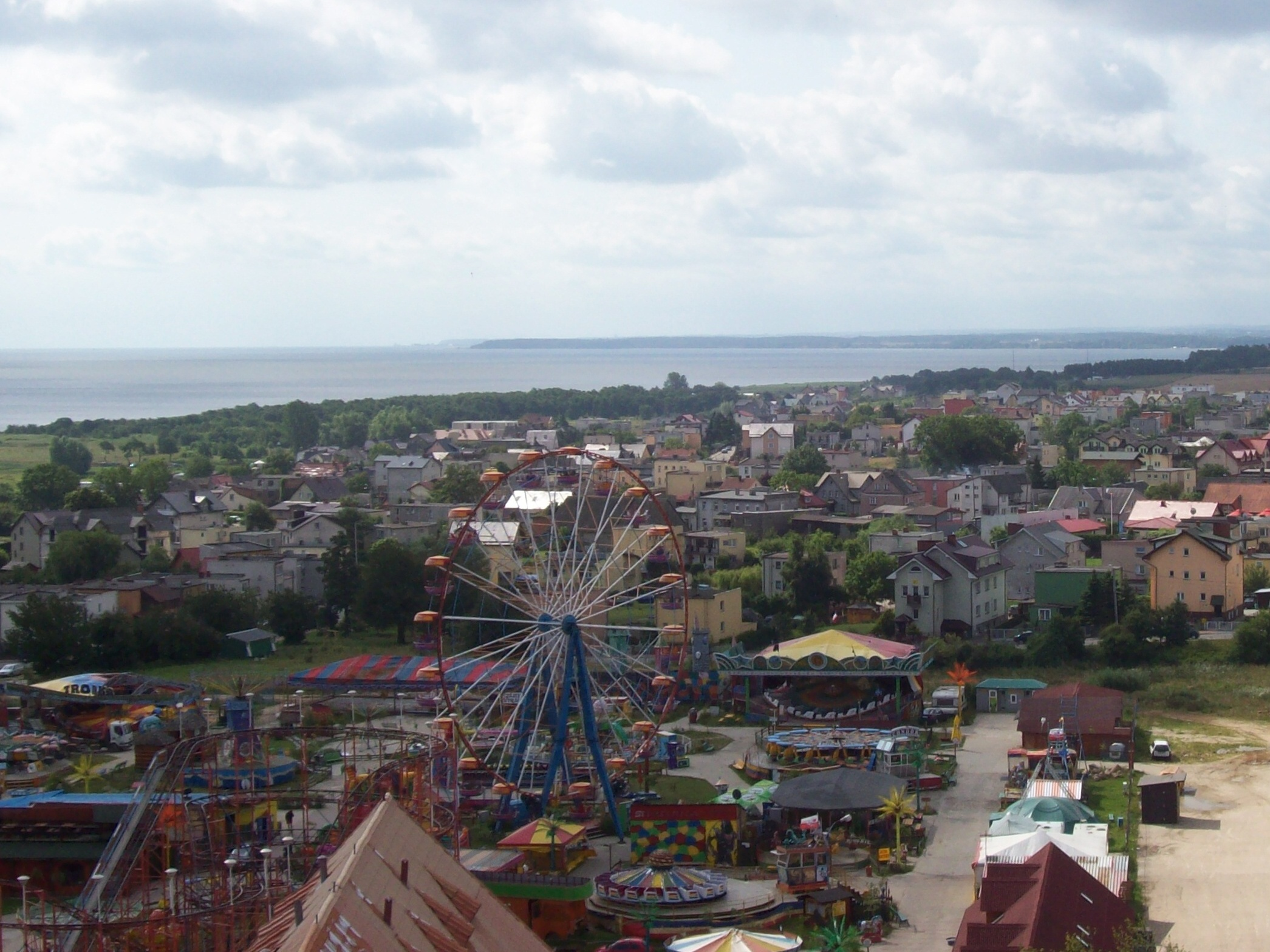
Vue aérienne de Lunapark Sowinski près de Władysławowo, Pologne, en 2009

| Nom                           | Lieu                                             | En activité                               | Notes                                                                              |
| ----------------------------- | ------------------------------------------------ | ----------------------------------------- | ---------------------------------------------------------------------------------- |
| Luna Park (Aidonakia)         | Athènes, Grèce                                   | ? à maintenant                            | Construit par Ingersoll. Aussi connu sous le nom de "Ta Aidonaka"                  |
| Luna Park (Berlin)            | Berlin, Allemagne                                | De 1909 à 1933                            | De son temps, ce fut le plus grand parc d'attractions d'Europe                     |
| Luna Park (Budapest),         | Budapest, Hongrie                                | ? à maintenant                            |                                                                                    |
| Luna Park (Cap d'Agde)        | Le Cap d'Agde, France                            | ? à maintenant                            |                                                                                    |
| Luna Park (Cologne)           | Cologne, Allemagne                               | De 1909 à 1927                            |                                                                                    |
| LunEur (en),                  | Rome, Italie                                     | De 1953 à 2008, puis de 2016 à maintenant | Maintenant connu sous le nom de "Luneur Park"                                      |
| Fantasia Luna Park            | Près de Faliráki, Grèce                          | De 2003 à maintenant                      |                                                                                    |
| Lunapark (Fréjus)             | Fréjus, France                                   | ? à maintenant                            |                                                                                    |
| Luna Park Funfair             | Scarborough, Royaume-Uni                         | ? à maintenant                            |                                                                                    |
| Luna Park (Genève),           | Parc des Eaux-Vives le long du Lac Léman, Suisse | De 1912 à 1918                            |                                                                                    |
| Luna Park (en)                | Hambourg-Altona, Allemagne                       | En 1913, puis de 1917 à 1923              |                                                                                    |
| International Luna Park       | Près d'Athènes, Grèce                            | ? à maintenant                            |                                                                                    |
| Luna Park (La Palmyre)        | La Palmyre, France                               | De 1998 à maintenant                      |                                                                                    |
| Luna Park (Larnaca)           | Larnaca, Chypre                                  | ? à maintenant                            | Maintenant connu sous le nom de Lucky Star Park                                    |
| Luna Park (Leipzig)           | Leipzig, Allemagne                               | De 1911 à 1932                            |                                                                                    |
| Luna Park (Lisbonne)          | Lisbonne, Portugal                               |                                           | Conçu et construit par Ingersoll                                                   |
| Lunapark (Łódź) (pl)          | Łódź, Pologne                                    | ? à maintenant                            |                                                                                    |
| Luna Park (Londres)           | Londres, Royaume-Uni                             |                                           |                                                                                    |
| Luna Park (Madrid)            | Madrid, Espagne                                  |                                           | Conçu et construit par Ingersoll                                                   |
| Luna Park (Milan) (en)        | Près de Milan, Italie                            | De 1965 à 2003                            | Le parc fut vendu et rebaptisé LunaEuropark Idroscalo Milano (it) le 11 avril 2004 |
| Luna Park (Moscou)            | Moscou, Russie                                   | De 1993 à maintenant                      | Officiellement appelé le "Luna Park Carrousel."                                    |
| Luna Park (Nice)              | Nice, France                                     | ? à maintenant                            |                                                                                    |
| Luna Park (Paris)             | Paris, France                                    | De 1909 à 1946                            |                                                                                    |
| Lunapark (Palavas-les-Flots)  | Palavas-les-Flots, France                        | De 1968 à maintenant                      |                                                                                    |
| Lunapark (Prague)             | Prague, République Tchèque                       | ? à maintenant                            |                                                                                    |
| Luna Park (Rome)              | Rome, Italie                                     | ? aux années 1930                         | Conçu et construit par Ingersoll                                                   |
| Luna Park (Saint-Pétersbourg) | Saint-Pétersbourg, Russie                        | De 1916 à 1924                            |                                                                                    |
| Luna Park (Skopje)            | Skopje, Macédoine                                |                                           |                                                                                    |
| Luna Park Sowinski            | Près de Władysławowo, Pologne                    | De 2006 à maintenant                      |                                                                                    |

### En Amérique du Nord

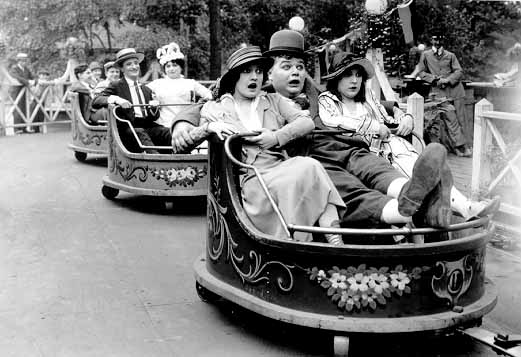
Le comédien "Fatty" Arbuckle dans le manège The Whip à Luna Park (Coney Island), dans le film Fatty à la fête foraine, en 1917

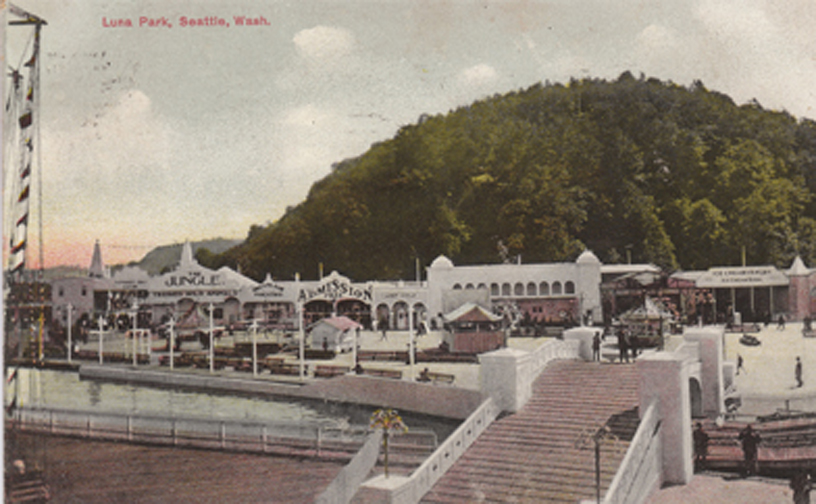
Carte postale de l'entrée du Luna Park de Seattle

| Nom                            | Lieu                                        | En activité          | Notes |
| ------------------------------ | ------------------------------------------- | -------------------- | --- |
| Luna Park (Arlington) (en)     | Arlington, États-Unis                       | De 1906 à 1915       | Conçu et construit par Ingersoll. Certaines sources rapportent le nom de Luna Park, Washington ou de Luna Park, Washington DC,.                                |
| Luna Park (Baltimore)          | Baltimore, États-Unis                       |                      | |
| Luna Park (Buffalo)            | Buffalo (New York), États-Unis              | De 1904 à 1920       | Conçu et construit par Ingersoll. Endommagé par un incendie le 14 juillet 1909 Appelé Carnival Court à l'origine, puis Athletic Park avant sa fermeture        |
| Luna Park (Charleston) (en),   | Charleston, États-Unis                      | De 1912 à 1923       | |
| Luna Park (Chicago) (en)       | Chicago, États-Unis                         | De 1907 à 1911       | |
| Luna Park (Cleveland)          | Cleveland, États-Unis                       | De 1905 à 1929       | Conçu par Ingersoll. Ancien site de Luna Bowl, stade de Football américain et de baseball de la Negro League                                                   |
| Luna Park (Coney Island)       | New York, États-Unis                        | De 1903 à 1944       | Premier Luna Park et précurseur de la chaîne de parcs d'attractions                                                                                            |
| Luna Park, Coney Island (2010) | New York, États-Unis                        | De 2010 à maintenant | Construit sur le site de l'ancien Astroland. |
| Luna Park (Denver) (en)        | Denver, États-Unis                          | De 1908 à 1914       | Construit sur le site du premier parc d'attractions des États-Unis à l'ouest du Mississippi, connu sous le nom de Manhattan Beach (1881–1908)                  |
| Luna Park (Détroit) (en)       | Détroit, États-Unis                         | De 1906 à 1927       | Était en réalité un Electric Park (en) mais a également été nommé Luna Park, Riverview Park, et Granada Park (Ingersoll Amusement Center était un parc séparé) |
| Luna Park (Honolulu)           | Honolulu, États-Unis                        |                      | Conçu et construit par Ingersoll. |
| Luna Park (Houston) (en)       | Houston, États-Unis                         | De 1924 à 1934       | |
| Luna Park (Hull)               | Hull (Québec), Canada                       | De 1925 à 1928       | |
| Luna Park (Johnstown) (en)     | Johnstown (Pennsylvanie), États-Unis        |                      | À l'origine Roxbury Park; rebaptisé Luna Park en 1905; vendu à Johnstown en 1922; renommé Roxbury Park                                                         |
| Luna Park (Los Angeles) (en)   | Los Angeles, États-Unis                     | De 1911 à 1914       | S'est appelé Chutes Park (en) de 1900 à 1910, |
| Luna Park (Mansfield),         | Mansfield (Ohio), États-Unis                |                      | Aussi connu sous le nom de Casino Park |
| Luna Park (Mexico)             | Mexico, Mexique                             | De 1906 à ?          | Conçu par Ingersoll. Sur le même site que Luna Loca. |
| Luna Park (Olcott Beach) (en), | New York, États-Unis                        | De 1898 à 1926       | Détruit par un incendie en 1927 |
| Luna Park (Pittsburgh) (en)    | Pittsburgh, États-Unis                      | De 1905 à 1909       | Fut le premier Luna Park d'Ingersoll et le premier parc d'attractions pourvu d'éclairage électrique                                                            |
| Luna Park (Portland)           | Portland, États-Unis                        |                      | |
| Luna Park (San Jose)           | San José (Californie), États-Unis           | De 1910 à 1916       | Contenait un stade de baseball qui accueillait les San Jose Prune Pickers et les San Jose Bears de la California State League.                                 |
| Luna Park (Schenectady) (en)   | Rexford (New York) (en), États-Unis         | De 1901 à 1933       | Conçu et construit par Ingersoll. Aussi connu sous le nom de Dolle's Park, Colonnade Park, Palisades Park et Rexford Park,                                     |
| Luna Park (Scranton) (en)      | Scranton (Pennsylvanie), États-Unis         | De 1906 à 1916       | Construit par Ingersoll,. La plupart des terrains est maintenant couverte par l'Interstate 81.                                                                 |
| Luna Park (Seattle)            | Seattle, États-Unis                         | De 1907 à 1913       | Conçu par Looff. |
| Luna Park (Sylvan Beach)       | New York, États-Unis                        |                      | Rattaché au Carnival Park, |
| Luna Park (West Hartford),     | West Hartford (Connecticut), États-Unis     | De 1906 à 1930       | Initialement nommé White City, il fut rebaptisé juste avant l'inauguration.                                                                                    |
| Luna Park (Wheeling)           | Wheeling (Virginie-Occidentale), États-Unis |                      | |

### En Océanie

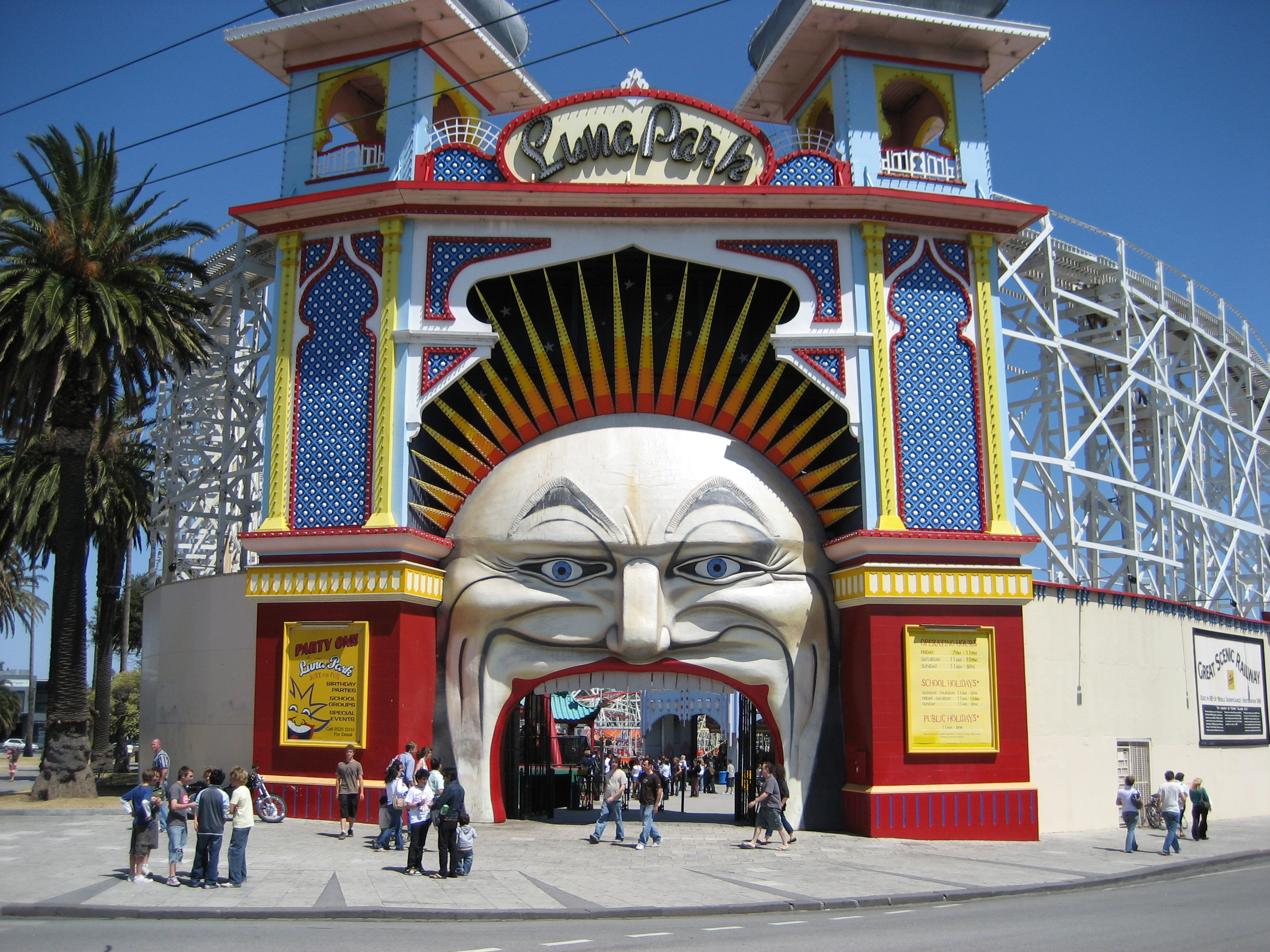
Entrée de Luna Park (Melbourne)

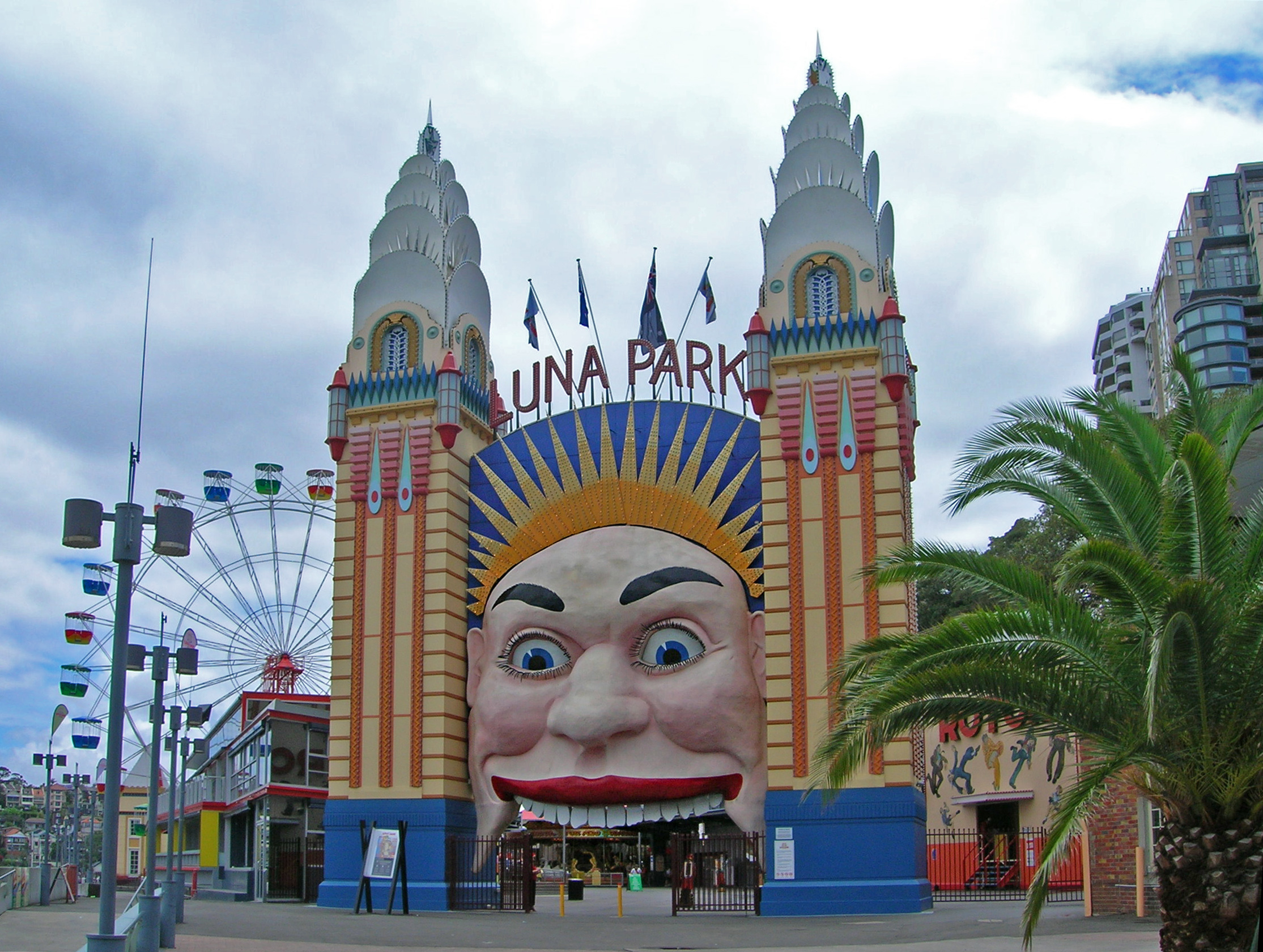
Entrée de Luna Park Sydney

| Nom                     | Lieu                                    | En activité          | Notes |
| ----------------------- | --------------------------------------- | -------------------- | --- |
| Luna Park (Glenelg)     | Glenelg, Australie-Méridionale          | De 1930 à 1934       | Fermé à cause des protestations de la population locale contre la mise en activité le dimanche et contre les plans d'expansion. Il fut transféré à Milsons Point (banlieue de Sydney) en 1935 et devint le Luna Park de Sydney. |
| Luna Park (Melbourne)   | Melbourne, Victoria, Australie          | De 1912 à maintenant | Conçu et construit par Ingersoll. Le plus vieux Luna Park encore en activité. |
| Luna Park (Redcliffe)   | Redcliffe, Queensland                   | De 1944 à 2005       | |
| Luna Park Sydney        | Sydney, Nouvelle-Galles du Sud          | De 1935 à maintenant | À l'origine Luna Park de Milsons Point |
| Luna Park (Scarborough) | Scarborough (en), Australie-Occidentale | De 1936 à 1972       | |

### En Amérique du Sud
| Nom                        | Lieu                    | En activité          | Notes |
| -------------------------- | ----------------------- | -------------------- | --- |
| Luna Park (Buenos Aires)   | Buenos Aires, Argentine | De 1934 à maintenant | Conçu et construit par Ingersoll. Accueille une salle polyvalente construite entre 1931 et 1934. Encore en 2013, elle sert de salle de concert et de spectacle, nationale et internationale, et de salle de sport. Des spectacles de renommée internationale tels que celui de Disney on Ice et des Harlem Globetrotters ont été réalisés sur le Luna Park argentin. Cette salle est connue pour sa capacité à accueillir des patinoires, de multiples scènes, des terrains de sport, etc. |
| Luna Park (Rio de Janeiro) | Rio de Janeiro, Brésil  | ? à 2006             | Maintenant utilisé par le propriétaire Orlando Orfei pour stocker des manèges portables ; souvent appelé Luna Park, Nova Iguaçu |
| Lunapark (Lima)            | Lima, Pérou             | ? à 2007             | |